# تپه پا چیا ربی‌آباد
تپه پا چیا ربی آباد مربوط به دوره اشکانیان است و در شهرستان سلسله، بخش فیروزآباد، ۳۰۰ متری جنوب غرب روستای ربیع‌آباد واقع شده و این اثر در تاریخ ۲۲ اسفند ۱۳۸۵ با شمارهٔ ثبت ۱۸۲۶۰ به‌عنوان یکی از آثار ملی ایران به ثبت رسیده است.